# Мария Французская

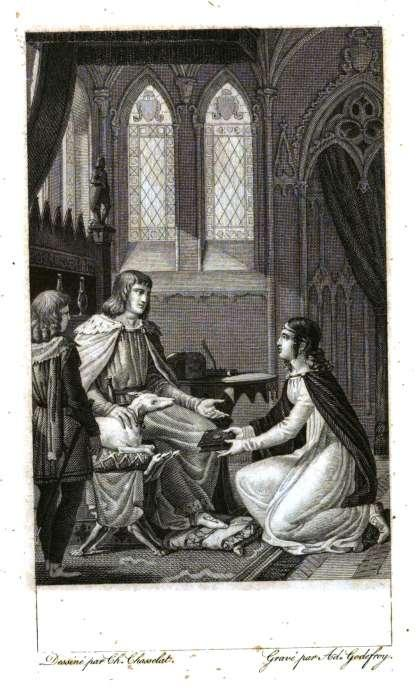
Мария Французская преподносит свои стихи королю Генриху II. Гравюра Шарля Шасла из парижского издания сочинений поэтессы (1820)

Мари́ де Франс, или Мари́я из Фра́нции или Мари́я Францу́зская (фр. Marie de France; около 1160 — после 1210) — одна из самых известных средневековых поэтесс XII века. Автор сборников «Лэ Мари де Франс» (Les Lais de Marie de France) и «Басни» (Izopet), поэмы «Чистилище Святого Патрика» (L'Espurgatoire Seint Patriz), а также агиографического сочинения «Житие Святой Одри» (La Vie Seinte Audree), написанных на англо-нормандском языке. 
Считается одной из первых французских поэтесс, творчество которой оказало значительное влияние на стихотворный жанр куртуазной литературы — т. н. лэ (фр. lai).

## Биография
Достоверные биографические сведения о ней практически отсутствуют, и до недавнего времени не установлено даже было, в каком столетии она жила, в XII-м или XIII-м. Само имя её известно лишь из легенды к одной из рукописей её произведений: «Marie ai nun, si suis de France» («Меня зовут Мария, я из Франции»). Ещё в 1581 году факт этот отметил в своих «Разысканиях о происхождении французского языка и поэзии» парижский антикварий и историк-гуманист Клод Фоше. Исходя из этой строчки назвал поэтессу Марией Французской и первый издатель её сочинений Жан-Батист де Рокфор, выпустивший их в 1820 году в Париже под заглавием «Poésies de Marie de France».
Родилась Мария, скорее всего, действительно во Франции, предположительно в Нормандии, о чём говорит её диалект, в знатной семье, но зрелую часть своей жизни провела в Английском королевстве. Не вызывает сомнений, что она жила при англо-нормандском дворе и, возможно, прибыла на остров в составе двора супруги Генриха II Плантагенета Алиеноры Аквитанской, а также знакомство её с современной ей поэтической классикой, в частности, «Романом о Бруте» Васа (1155) и анонимным «Романом об Энее» (1166).
Получив известность в придворных кругах, она завоевала себе непререкаемый авторитет у ценителей поэзии. «Её стихи, — писал один из современников монах-бенедиктинец Денис Пирамус, автор «Жития святого короля Эдмунда», — любят везде, ибо графы, бароны и рыцари крайне восхищаются ими и нежно их любят. Они обожают то, что она так много пишет, и находят в этом огромное удовольствие, часто читают и переписывают ее сочинения. Лэ призваны доставить удовольствие дамам, слушающим их с наслаждением, потому что в этих стихах отражены стремления их сердец».
Одно из лэ Марии посвящено самому «благородному королю», а сборник стихотворных басен «Исопет» — некому «графу Уильяму». Если в отношении первого адресата сомнений не возникает, то касательно второго есть различные точки зрения. Согласно одной из версий, им являлся бастард короля Генриха, граф Солсберийский Уильям Длинный Меч, согласно другой, его советник Уильям де Мандевиль, 3-й граф Эссекс. Альтернативной является гипотеза, допускающая, что им мог быть прославленный рыцарь-чемпион турниров Уильям Маршалл, граф Пембрук, уже к 1170 году получивший известность при дворе Генриха.  
Существует предположение, которого, в частности, придерживался английский писатель Джон Фаулз, прозаически обработавший лэ Марии в своей повести «Элидюк» (1974), что поэтесса являлась внебрачной сестрой короля Генриха, у отца которого, Жоффруа Плантагенета, действительно была побочная дочь по имени Мария д’Анжу (ум. 1215), около 1181 года ставшая настоятельницей Шефтсберийского аббатства в Дорсете. В пользу этой версии свидетельствует как заметно высокий уровень образованности самой Марии Французской, помимо латыни, владевшей, несомненно, бретонским языком, так и очевидное знакомство её с несколькими представителями англо-норманнской знати.

## Сочинения
Марии бесспорно приписывается четыре книги:
- Сборник из 12 лэ, написанных между 1165 и 1175 годами[13], в центре сюжета которых — ратные подвиги и любовные приключения бретонских рыцарей. Дошедший до нас в рукописи XIII века из собрания Харли Британской библиотеки (MS Harley 978)[14]. Эти небольшие стихотворения в восьмисложных стихах, источником для которых могли быть песни бретонских менестрелей[10], отличаются лаконичностью повествования, но простотой и изящностью стиля, демонстрируя чувственность, редкую для труверов-мужчин[8]. Из двенадцати лэ сборника одно — «Ланваль» (Lanval) — относят к Артуровскому циклу, ещё одно «Жимолость» — к циклу о Тристане и Изольде[11], остальные имеют самостоятельные сюжеты. Органично вплетя мотивы кельтского фольклора в современную ей куртуазную культуру нормандского рыцарства, Мария сумела сохранить общечеловеческое, по сути, гуманистическое содержание народной поэзии, заслужив высокую оценку позднейших классиков, в частности, Гёте[15].
- «Изопет» (Ysopet) — сборник из 102 басен в подражание Эзопу, составленный в промежутке между 1167 и 1189 годами[2] и дошедший до нас в 23 рукописях, лишь две из которых, однако, считаются полными[16].
- «Легенда о Чистилище Св. Патрика», написанная между 1189 и 1209 годами[2] и содержащая парафраз видений этого ирландского святого в виде рассказа о приключениях рыцаря Оуайна, спустившегося в волшебную пещеру, где он наблюдает блаженство праведников в раю и муки грешников в аду. В основу него положен был латинский «Трактат о Чистилище Святого Патрика» (Tractatus de Purgatorio Sancti Patricii), написанный в 1185 году монахом-цистерцианцем Генрихом Солтрейским[6].
- «Житие Святой Одри» (La vie seinte Audree), содержащее жизнеописание Этельреды Элийской и сохранившееся в единственном манускрипте из Британской библиотеки, датируемом концом XIII-го или началом XIV века[14].

## Литературное влияние
- Одно из лэ Марии — «Ланваль» (Lanval) — положено в основу романса из «Рассказа франклина» цикла «Кентерберийских рассказов» Джеффри Чосера, приписанного писателем своему современнику-поэту Томасу Честре[англ.].